# Chunarughat
Chunarughat è un sottodistretto (upazila) del Bangladesh situato nel distretto di Habiganj, divisione di Sylhet. Si estende su una superficie di 495,52 km² e conta una popolazione di 233.752 abitanti (dato censimento 1991).